# Jill Novick
Jill Elizabeth Novick (Westchester County, 20 januari 1966) is een Amerikaans actrice. 

## Biografie
Novick is afgestudeerd op de highschool Mamaroneck in New York. Matt Dillon was op deze school haar klasgenoot met wie zij ook bevriend werd. 
Novick begon in 1989 met acteren in de televisieserie Charles in Charge, hierna heeft ze nog meerdere films en televisieseries gedaan. Het bekendste is zij met haar rol als Teddy (als tiener) in de televisieserie Sisters (1996 t/m 1997). hierna heeft ze nog in een bekende televisieserie gespeeld namelijk Beverly Hills, 90210 als Tracy Gaylian (1996 t/m 1997).

## Filmografie

### Film s
- 1999 My Girlfriend’s Boyfriend – als Liberty
- 1998 Erasable You – als Brat
- 1996 Race Against Time: The Search for Sarah – als Alissa
- 1993 Extreme Justice – als Aantrekkelijke vrouw
- 1993 The Seventh Coin – als Brenda

### Televisieseries
Uitgezonderd eenmalige gastrollen.
- 1996 - 1997 Beverly Hills, 90210 – als Tracy Gaylian – televisieserie (23 afl)
- 1996 – 1997 Sisters – als Teddy als tiener – televisieserie (39 afl)
- 1993 Matlock – als Ashley Armstrong – televisieserie (2 afl)
- 1990 Glory Days – als Michelle – televisieserie (2 afl)